# Torino TSX
El Torino TSX es un automóvil de turismo del segmento E, fabricado en Argentina por  Renault Argentina S.A. Fue presentado en el año 1976, sucediendo al Torino GS como versión complementaria de la versión Torino TS y como versión de altas prestaciones. Este automóvil fue una nueva variante presentada para la versión coupé hardtop del modelo IKA Torino y su producción, supuso la continuidad en línea de montaje del único producto originario de la desaparecida Industrias Kaiser Argentina, tras la toma del control de sus acciones por parte de Renault, a la vez de ser el único producto que no tenía orígenes en la marca francesa, en ser producido por una filial de este fabricante a nivel mundial.
El TSX fue presentado con la intención de suceder al exitoso Torino GS, siendo presentado como un modelo de alto rendimiento. A diferencia de su antecesor, este Torino presentó modificaciones tanto mecánicas como externas, ya que si bien presentó desde su estreno mismo el impulsor Torino 233 (estrenado en los últimos años del GS), se prescindió del uso de los tres carburadores, una filosofía que fue característica en las versiones de altas prestaciones del Torino Coupé. Por fuera, el coche recibía modificaciones estéticas relacionadas con el frente, las perillas de apertura de puertas y la implementación de un trípode externo ubicado sobre la tapa de baúl, el cual permitía el alojamiento de la rueda de auxilio por fuera del maletero.
La producción de este coche finalizó en el año 1979, dando paso a la producción del Torino ZX, el cual a su vez fue la primera y única versión de Torino Coupé en ser fabricada bajo el blasón de la marca Renault.

## Historia
Tras la toma del control de las acciones de IKA-Renault por parte del fabricante francés en 1967 y la salida de la American Motors (propietaria de los activos de Kaiser Jeep Motors desde 1970) de la sociedad, la constitución de Renault Argentina supuso el final de producción de los automóviles de origen AMC (Kaiser, Jeep y Rambler) y el enfoque de la producción en la nueva gama de productos franceses. Sin embargo esto no se daría así, ya que para este nuevo período se mantuvo la producción de los automóviles Torino, presentándose una nueva gama de versiones para sus modelos Sedán y Coupé.
Para esta última versión, Renault Argentina mantuvo en pie la producción de su modelo TS, que (con algunas modificaciones) continuaba su producción desde su lanzamiento en 1973. Sin embargo, a pesar de continuar con la producción del Torino GS, la situación derivada de la crisis energética de petróleo a nivel mundial y los altos consumos que registraba este coche, hizo que se replantee la posibilidad de producir un automóvil de prestaciones similares, por lo que la producción del GS fue cancelada en 1976 para dar paso al desarrollo de un nuevo modelo que permita al Torino mantenerse en el mercado de los autos de alto rendimiento.
El principal problema del GS, fue la filosofía de IKA-Renault de equipar a sus coches de alto rendimiento, con un sistema de alimentación consistente en un tren de tres carburadores Weber 45 DCOE-17. Al mismo tiempo, en 1973 fue presentado un nuevo motor desarrollado por IKA, con valores superiores al tradicional Tornado Superpower, siendo este motor el Torino 233, cuya principal diferencia radicaba en la implementación de 7 bancadas en lugar de 4. Fue así que se buscó la forma de crear un nuevo modelo que sustituyese al GS, pero que como principal condición prescindiese del uso del tren de carburadores. Con estos condimentos, a mediados de 1975 fue lanzado el Torino TSX. Este nuevo modelo fue presentado como una versión más radicalizada del Torino TS, por lo que en la gama de Torino fue ubicado a mitad de camino entre éste y el GS, aunque tras el cese de la producción de este último en 1976, pasó a ocupar su lugar.
El TSX presentaba como principal novedad, su sistema de alimentación consistente en un único carburador Carter ABD 2053-S, en reemplazo del tren de carburadores Weber y  montado al impulsor 233. Para lograr una mejora en su rendimiento, se modificó la relación de compresión del motor a 8,25:1, lo que le permitía desarrollar una potencia de 200 HP SAE a 4.500 rpm, con un torque de 33 Kgm a 3.000 rpm, valores que superaban a los del Torino TS, que desarrollaba 180 HP SAE a 4.300 rpm de potencia máxima y un torque de 30 Kgm a 2.000 rpm, con  una tasa de compresión de 8:1.
Estéticamente también hubo modificaciones, teniendo las principales en su frente y sus puertas. Las reformas frontales radicaban en la incorporación de nuevos faros auxiliares de geometría cuadrilátera y la implementación de una parrilla enteriza de 6 varillas horizontales, en cuyo centro se alojaba la insignia del Toro rampante, aunque a diferencia de modelos anteriores, hecha en un concepto más parco, sin enmarcados. En sus puertas, las manijas de apertura fueron reemplazadas por perillas cuadradas que iban embutidas dentro de la puerta, lo que le confería una superficie armónica con el resto de la puerta. A su vez, una novedad presentada por este modelo fue la implementación de un trípode ubicado sobre la tapa del maletero, el cual posibilitaba la colocación de la rueda de auxilio por fuera del coche a fin de aumentar la capacidad del baúl. Por último, en materia de decoración exterior, este coche venía en diferentes tipos de colores, complementados con una franja de color negro ubicada en el zócalo bajo de la carrocería.
La producción de este coche estuvo contemplada entre el 03 de junio de 1975 y el 31 de mayo de 1979, registrando 6661 unidades producidas. Fue reemplazado por el Torino ZX, el cual a su vez fue el primer modelo de Torino en ser producido bajo la insignia del fabricante francés Renault.

## Ficha técnica
| Modelo               | Torino TSX |
| -------------------- | --- |
| Valores              | |
| Período              | 1976-1979 |
| Carrocería           | Coupé autoportante 2 puertas hardtop |
| Motorización         | Torino 233 7 bancadas |
| Tipo de motor        | Motor SOHC de 6 cilindros en línea |
| Alimentación         | Carburador Carter ABD 2053S Cebador automático.                                                                                         |
| Combustible          | Nafta Súper (Tanque de 65 litros) |
| Cilindrada           | 3770 cm³ (Diámetro x carrera 84.9 mm x 111.1 mm)                                                                                        |
| Tracción             | Trasera |
| Potencia             | 200 HP SAE a 4.500 rpm |
| Par Motor            | 33 Kgm a 3.000 rpm |
| Rel. Compresión      | 8.25:1 |
| Transmisión          | Caja manual ZF de 4 velocidades y M.A.                                                                                                  |
| Rel. Transmisión     | I 3.54:1 II 2.31:1 III 1.50:1 IV 1.00:1 MA 3.15:1                                                                                       |
| Embrague             | Tipo monodisco a seco con diafragma. Comando mecánico a varilla. Disco 235 mm. Placa de presión 254 mm.                                 |
| Diferencial          | Autoblocante. Relación 3.31:1. Capacidad de lubricante 1.2 litros                                                                       |
| Refrigeración        | Tipo forzado a presión con vaso de recuperación. Capacidad 11.6 litros                                                                  |
| Sistema eléctrico    | Batería 12 volts - 55 amperes Negativo a masa.                                                                                          |
| Generador            | Alternador 40A con regulador incorporado.                                                                                               |
| Dirección            | Tipo tornillo sinfín y tuerca con bolillas recirculantes. Relación 20:1. Radio de giro 5.95m                                            |
| Peso aproximado      | 1.395 kg |
| Largo                | 4.736 mm |
| Ancho                | 1.800 mm |
| Alto                 | 1.420 mm |
| Distancia entre ejes | 2.723 mm |
| Trocha delantera     | 1.460 mm |
| Trocha trasera       | 1.424 mm |
| Sistema de frenado   | Tipo hidráulicos doble circuito servoasistidos con luz de aviso.                                                                        |
| Frenos Delanteros    | Discos ventilados |
| Frenos Traseros      | Tambor |
| Suspensión Delantera | Independiente a trapecio articulado, resortes helicoidales. Amortiguadores hidráulicos telescópicos de doble efecto y barra antirolido. |
| Suspensión Trasera   | Eje rígido resortes helicoidales, 4 barras reactoras (Link Bar). Amortiguadores hidráulicos telescópicos de doble efecto                |
| Fuente               | [ 5 ] |